# Crocodylus
A Crocodylus a hüllők (Reptilia vagy Sauropsida) osztályába és a krokodilok (Crocodilia) rendjébe és a krokodilfélék (Crocodylidae) családjába tartozó nem.

## Rendszerezés
A nembe az alábbi 12 faj tartozik:
- hegyesorrú krokodil (Crocodylus acutus)
- páncélos krokodil (Crocodylus cataphractus)
- orinocói krokodil (Crocodylus intermedius)
- Johnson-krokodil (Crocodylus johnsoni)
- Mindoro-krokodil (Crocodylus mindorensis)
- mexikói krokodil (Crocodylus moreletii)
- nílusi krokodil (Crocodylus niloticus)
- új-guineai krokodil (Crocodylus novaeguineae)
- mocsári krokodil (Crocodylus palustris)
- bordás krokodil (Crocodylus porosus)
- rombuszkrokodil (Crocodylus rhombifer)
- sziámi krokodil (Crocodylus siamensis)